# Pónaschemu (stowarzyszenie)
Pónaschemu – stowarzyszenie z siedzibą w Niemczech, mające za cel wspieranie kultury i języka dolnołużyckiego, założone w 1999 roku.
Nazwa Pónaschemu odwołuje się do gwary będącej mieszanką języka dolnołużyckiego oraz niemieckiego, używanej na Łużycach.
Ponaschemu stawia się w opozycji do organizacji Domowina (jako organizacji mającej być zdominowaną przez Górnołużyczan), podkreśla odrębność Dolnołużyczan od Górnołużyczan, czemu służy m.in. promowanie historycznej nazwy Słowian połabskich – Wenden, zamiast Sorben jako określenia Łużyczan mieszkających na terenie Brandenburgii. Stowarzyszenie deklaruje się jako związek dolnołużycko- i niemieckojęzycznych Dolnołużyczan oraz przyjaciół Dolnołużyczan z zagranicy.
Wśród żądań stowarzyszenia znajduje się m.in. zakaz niszczenia wiosek i dziedzictwa kulturowego Dolnołużyczan przez kopalnie węgla brunatnego oraz wsparcie badań archeologicznych, ochrona przed wymarciem języka dolnołużyckiego i dbanie o jego czystość. Ponaschemu twierdzi też, że środki przeznaczane dla Łużyczan są niesprawiedliwie dzielone i zbyt wiele z nich trafia do Saksonii.